# Instituto Tércio Pacitti de Aplicações e Pesquisas Computacionais
O Instituto Tércio Pacitti de Aplicações e Pesquisas Computacionais (NCE), anteriormente denominado Núcleo de Computação Eletrônica, é um instituto especializado da Universidade Federal do Rio de Janeiro (UFRJ). Foi por muitos anos a unidade responsável por administrar a área de Tecnologia da Informação (TI) da universidade. O NCE está localizado no Centro de Ciências Matemáticas e da Natureza (CCMN), na Cidade Universitária, Rio de Janeiro.

## História
Criado em 1967, o NCE oferece programas de pós-graduação, extensão universitária, cursos avulsos, consultorias em diversas áreas, além de prestar serviços de organização de concursos para várias instituições públicas e privadas em todo o Brasil.
Em 1967, o Instituto Alberto Luiz Coimbra de Pós-Graduação e Pesquisa em Engenharia (COPPE), criou o Departamento de Cálculo Científico (DCC). O professor Alberto Coimbra, idealizador e diretor da COPPE na época, conseguiu do Conselho Nacional de Desenvolvimento Científico e Tecnológico (CNPq), do BNDE e Fundação Ford, recursos para aquisição de um computador IBM 1130, para apoiar as pesquisas dos professores e alunos da instituição e convidou para organizar e dirigir esse departamento o então major da Aeronáutica Tércio Pacitti, até então responsável pelo computador IBM 1620 instalado no Instituto Tecnológico de Aeronáutica (ITA).
Em 11 de novembro de 2010, no Conselho Universitário (Consuni), foi aprovada a transformação do Núcleo de Computação Eletrônica (NCE) em Instituto Tércio Pacitti de Aplicações e Pesquisas Computacionais (NCE), modalidade que melhor define seu papel na UFRJ, pois desde sua criação a instituição atua no desenvolvimento, na pesquisa, no ensino e na extensão. Assim, sua denominação foi alterada de Núcleo de Computação Eletrônica para a atual com o nome do pesquisador Tércio Pacitti.

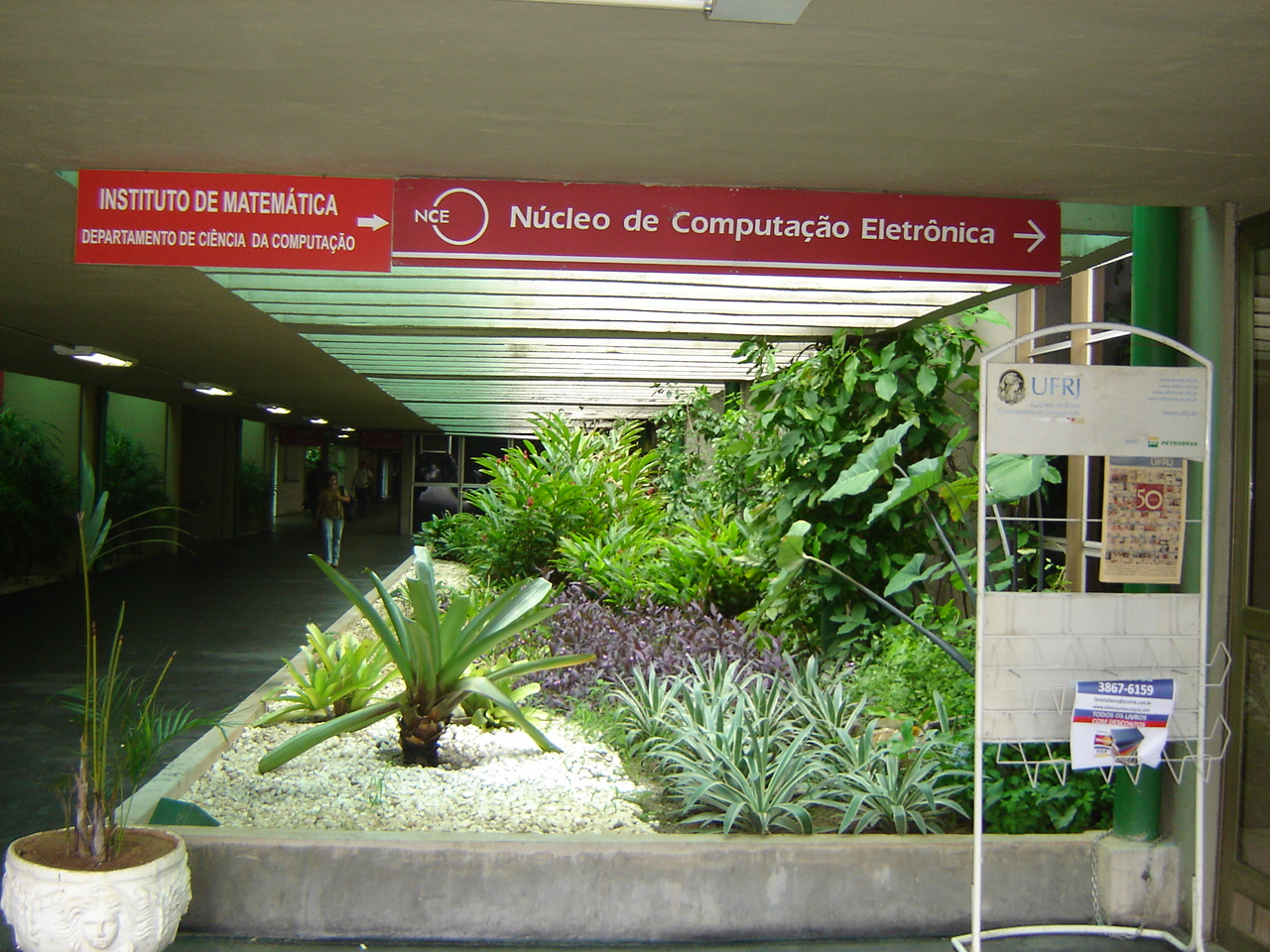
NCE, localizado no prédio do CCMN.

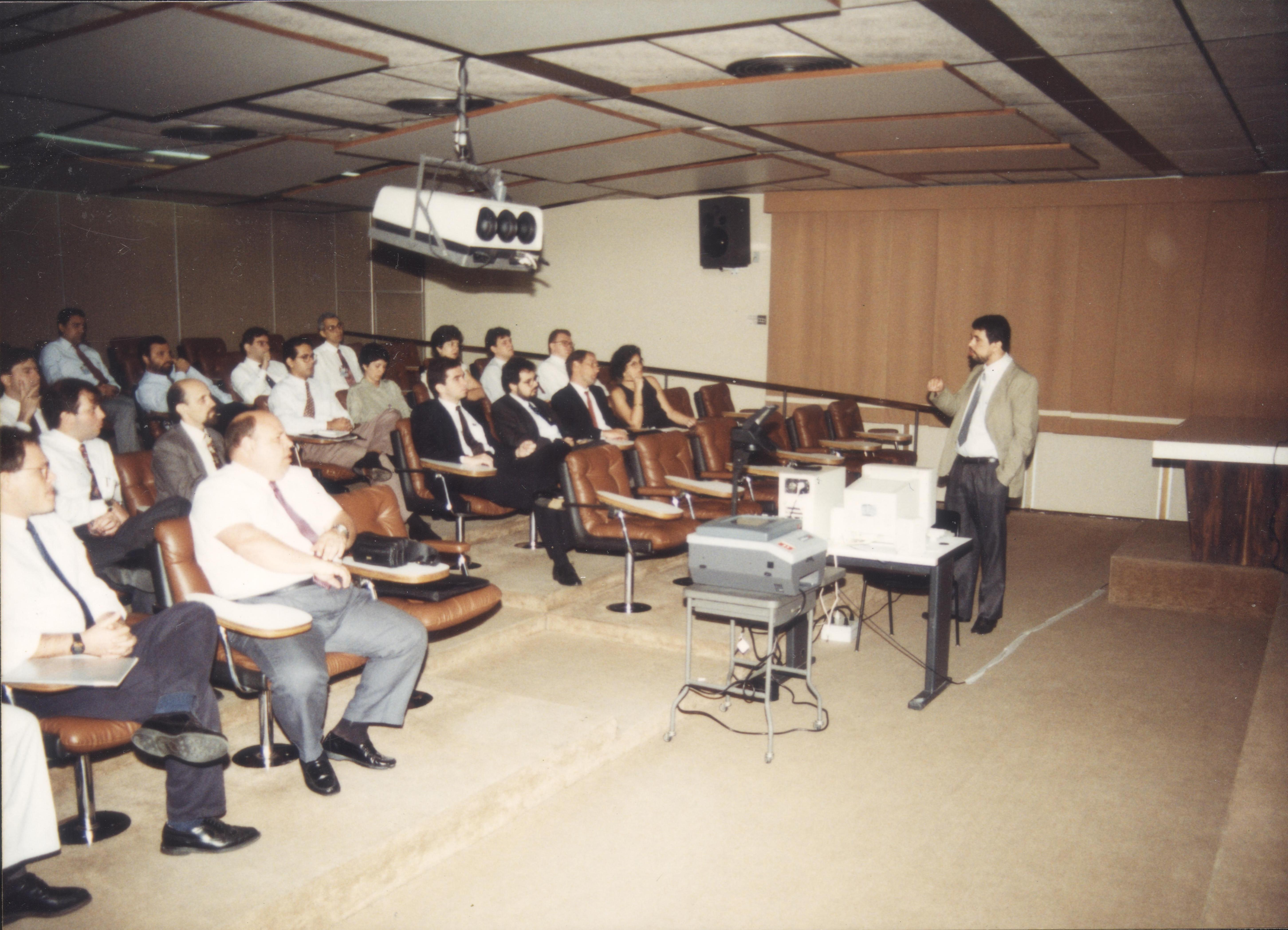
Primeira turma do MBI.

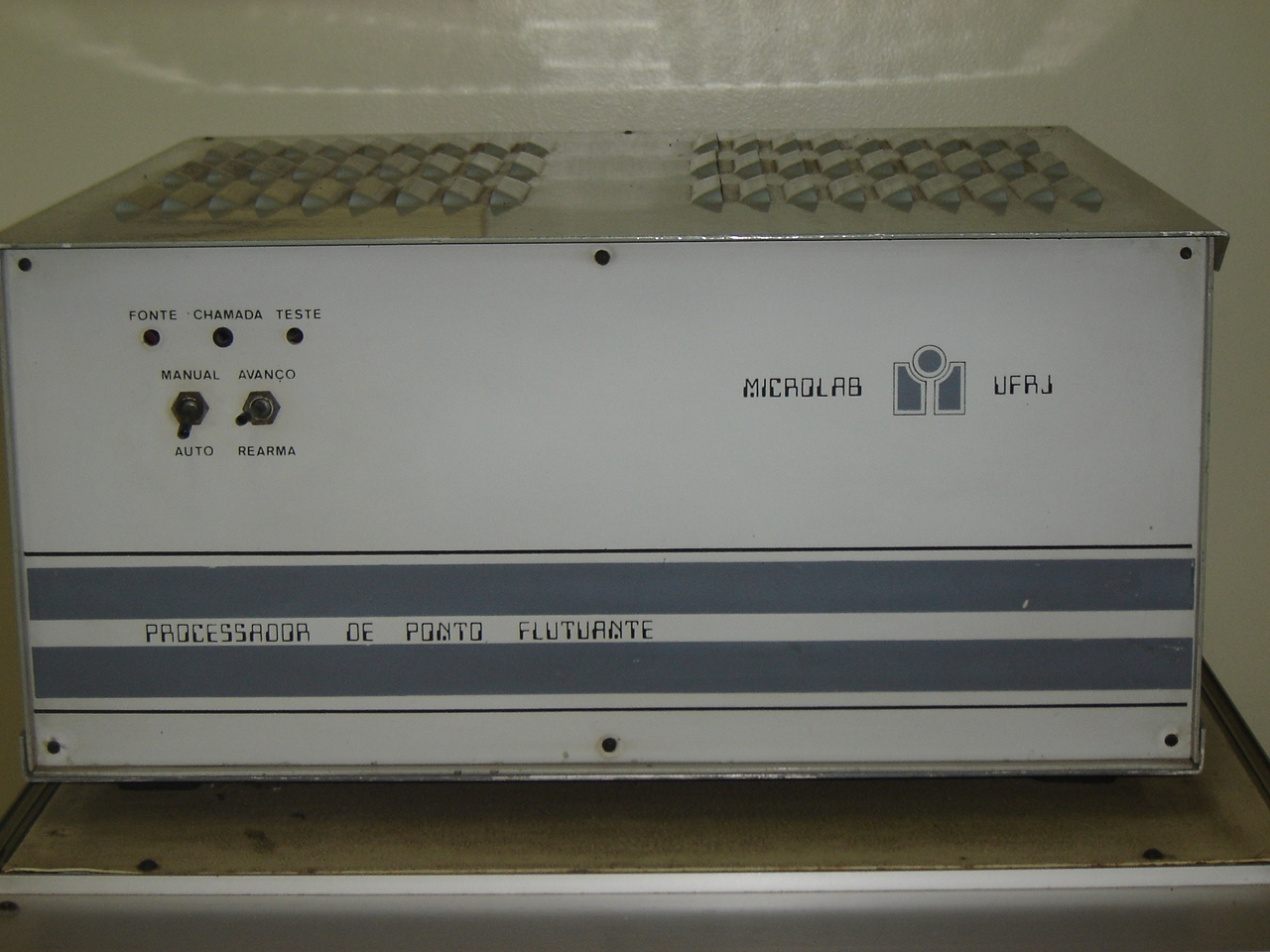
Processador de ponto flutuante para o IBM 1130, primeiro projeto de hardware do NCE.

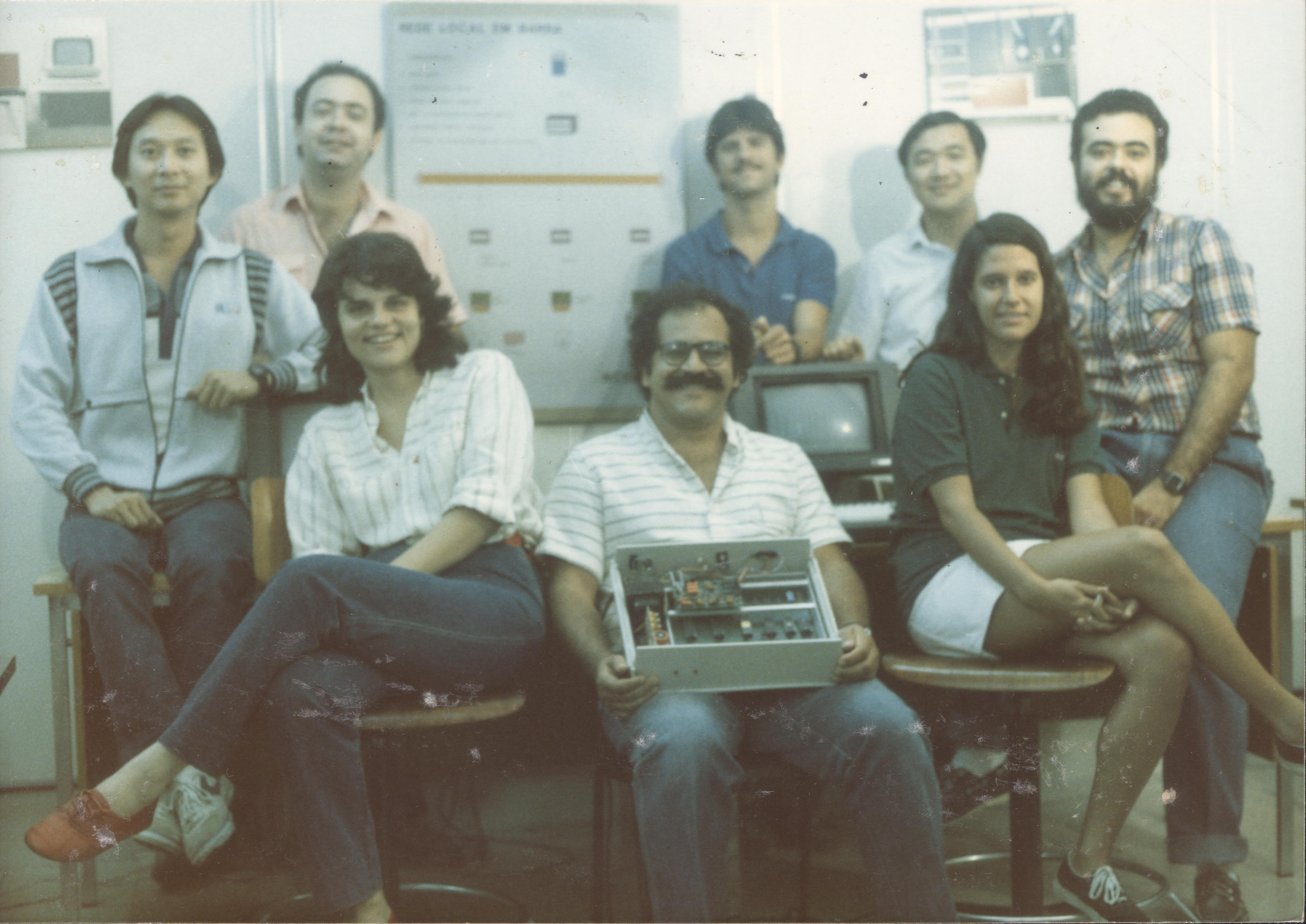
Equipe do projeto Rede local.

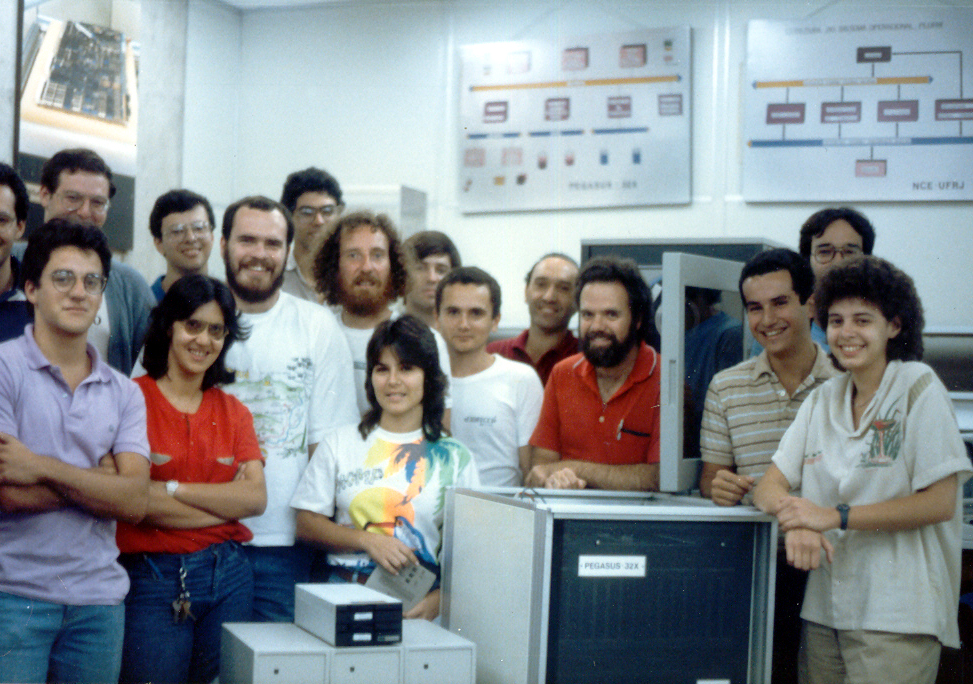
Equipe do projeto Plurix-pegasus.

## Pesquisa
O NCE desenvolve pesquisas de altíssimo nível em diversas áreas da Computação além de projetos de inclusão digital para pessoas com deficiência. A história da atividade de pesquisa no NCE, remonta praticamente à data da sua criação.
No artigo, Ivan da Costa Marques, que liderava a equipe 'a época, descreve a estrategia e os resultados obtidos pelo NCE na década de 70.
Outros relatos das atividades de pesquisa do NCE nos seus primeiros vinte anos, são dados pelo Prof Paulo Bianchi França  e Prof Tércio Pacitti

### Software e hardware
O primeiro projeto de desenvolvimento do NCE (à época ainda DCC), foi o COPPEFOR, um compilador FORTRAN residente que aumentou a velocidade de compilação dos programas doa usuários (alunos e professores da COPPE) em mais de 25 vezes quando comparado com o compilador fornecido pelo fabricante.
No computador IBM 1130, como em quase todos os outros computadores, quando se inicia o trabalho o computador carrega o compilador FORTRAN,  compila o programa, carrega o programa objeto e aí o executa. A ideia foi   deixar o compilador residente na memória que ia lendo os cartões , compilando e executando sem perder tempo,  daí o grande aumento de velocidade. A concepção  desse compilador residente foi do coordenador do DCC Denis França Leite e implementada pelo Pedro Salenbauch.
O primeiro projeto de hardware desenvolvido no NCE foi o PPF - Processador de ponto flutuante em 1973. O PPF que se interliga diretamente a UCP do IBM 1130, marcou o inicio de projetos nacionais na area de hardware. Financiado pelo BNDES, o PPF foi repassado a empresa Microlab que o industrializou em 1974.
Na área de Microeletrônica, a atuação do NCE teve início em 1981, com objetivos bem definidos de formação de mão-de-obra, criação de um laboratório de projetos de sistemas digitais e desenvolvimento completo de circuitos VLSI.  O NCE firmou com a Universidade Autônoma de Puebla, no México, um Convênio de Cooperação Tecnológica que visava a fabricação de um microprocessador naquele país, a partir de ferramentas de software criadas no NCE. Na época foi fabricado o protótipo do microprocessador didático BRAMEX/1, com barramento de 8 bits usando tecnologia CMOS.